# Wasteland, Baby!
Albums de Hozier
Nina Cried Power (en)
(2018) Unreal Unearth
(2023)
Singles
1. Movement
Sortie : 14 novembre 2018
2. Almost (Sweet Music)
Sortie : 16 janvier 2019
3. Dinner & Diatribes
Sortie : 15 février 2019

Wasteland, Baby! est le deuxième album studio du chanteur irlandais Hozier. Il sort le 1er mars 2019, publié par les labels Rubyworks Records (en) et Island Records.

## Composition
Hozier décrit les chansons de Wasteland, Baby! comme des « chansons d'amour pour la fin du monde ». L'extinction de l'humanité et le risque de catastrophe planétaire sont des thèmes abordés dans plusieurs d'entre elles. Cet album mélange les genres folk, blues, soul et gospel,.

## Promotion

### Singles
Hozier publie le 14 novembre 2018 le single Movement. Il est illustré par un clip vidéo avec le danseur de ballet ukrainien Sergueï Polounine qui est vu deux millions de fois en une semaine. Deux autres singles sont publiés avant la sortie de l'album, Almost (Sweet Music) le 16 janvier 2019 et Dinner & Diatribes un mois plus tard.

### Tournée
Hozier se produit sur scène dans le cadre d'une tournée nommée Wasteland, Baby! Tour. La première partie, en Amérique du Nord, commence le 10 mars 2019 à Buffalo et se finit le 14 avril à Spokane après plusieurs concerts joués à guichet fermé. La première partie est assurée par la chanteuse britannique Jade Bird.
Il monte ensuite sur la scène de plusieurs festivals dont le Boston Calling Music Festival (en), le Glastonbury Festival, Lollapalooza, le Hinterland Music Festival (en), Osheaga et le Outside Lands Music and Arts Festival (en).
La deuxième partie nord-américaine de la tournée doit démarrer le 17 octobre 2019 à Portland et finir par une résidence de cinq jours dans la salle new-yorkaise Hammerstein Ballroom du 21 au 26 novembre.

## Accueil commercial
L'album Wasteland, Baby! entre dans le top américain Billboard Hot 100 en première position avec 89 000 unités, dont 75 000 ventes,. Il est le premier album d'Hozier à prendre la tête de ce classement, son premier album ayant atteint la deuxième place le 25 octobre 2014.

## Liste des pistes
| 1.    | Nina Cried Power       | Andrew Hozier-Byrne               | - Hozier - Markus Dravs (en) | 3:45 |
| 2.    | Almost (Sweet Music)   | Andrew Hozier-Byrne               | - Hozier - Markus Dravs      | 3:37 |
| 3.    | Movement               | Andrew Hozier-Byrne               | - Hozier - Markus Dravs      | 3:57 |
| 4.    | No Plan                | Andrew Hozier-Byrne               | - Hozier - Markus Dravs      | 5:31 |
| 5.    | Nobody                 | Andrew Hozier-Byrne               | - Hozier - Ariel Rechtshaid  | 3:30 |
| 6.    | To noise making (Sing) | Andrew Hozier-Byrne               | - Hozier - Ariel Rechtshaid  | 3:26 |
| 7.    | As it was              | - Andrew Hozier-Byrne - Alex Ryan | - Hozier - Rob Kirwan (en)   | 3:27 |
| 8.    | Shrike                 | Andrew Hozier-Byrne               | - Hozier - Rob Kirwan        | 4:58 |
| 9.    | Talk                   | Andrew Hozier-Byrne               | - Hozier - Markus Dravs      | 3:26 |
| 10.   | Be                     | Andrew Hozier-Byrne               | - Hozier - Markus Dravs      | 4:49 |
| 11.   | Dinner and Diatribes   | Andrew Hozier-Byrne               |                              | 3:44 |
| 12.   | Would That I           | Andrew Hozier-Byrne               | - Hozier - Markus Dravs      | 4:28 |
| 13.   | Sunlight               | Andrew Hozier-Byrne               | - Hozier - Markus Dravs      | 4:17 |
| 14.   | Wasteland, Baby!       | Andrew Hozier-Byrne               | - Hozier - Markus Dravs      | 4:26 |
| 57:21 |                        |                                   |                              |      |